# Václav Kozák
Václav Kozák (Vrbno, 14 april 1937 – Theresienstadt, 15 maart 2004) was een Tsjechisch roeier die namens Tsjecho-Slowakije uitkwam op de Olympische Zomerspelen van 1960, 1964 en 1968.
In 1960 veroverde hij een gouden medaille op de dubbeltwee, met zijn partner Pavel Schmidt. In 1964 wist hij zich in de skiff niet te plaatsen voor de finale en eindigde als 12e; in 1968 werd hij 9e op diezelfde discipline.

## Resultaten
- Olympische Zomerspelen 1960 in Rome  in de dubbel-twee
- Olympische Zomerspelen 1964 in Tokyo 12 in de skiff
- Olympische Zomerspelen 1960 in Mexico (stad) 9 in de skiff

1904: John Mulcahy & William Varley ·
1920: Paul Costello & John B. Kelly, Sr. ·
1924: Paul Costello & John B. Kelly, Sr. ·
1928: Paul Costello & Charles McIlvaine ·
1932: Kenneth Myers & Garrett Gilmore ·
1936: Jack Beresford & Leslie Southwood ·
1948: Richard Burnell & Bert Bushnell ·
1952: Tranquilo Cappozzo & Eduardo Guerrero ·
1956: Aleksandr Berkoetov & Joeri Tjoekalov ·
1960: Václav Kozák & Pavel Schmidt ·
1964: Oleg Tjoerin & Boris Doebrovsky ·
1968: Anatoli Sass & Aleksandr Timosjinin ·
1972: Aleksandr Timosjinin & Gennadi Korsjikov ·
1976: Frank Hansen & Alf Hansen ·
1980: Joachim Dreifke & Klaus Kröppelien ·
1984: Bradley Lewis & Paul Enquist ·
1988: Nico Rienks & Ronald Florijn ·
1992: Stephen Hawkins & Peter Antonie ·
1996: Agostino Abbagnale & Davide Tizzano ·
2000: Luka Špik & Iztok Čop ·
2004: Sébastien Vieilledent & Adrien Hardy ·
2008: David Crawshay & Scott Brennan ·
2012: Nathan Cohen & Joseph Sullivan  ·
2016: Martin Sinković & Valent Sinković ·
2020: Hugo Boucheron & Matthieu Androdias  ·
2024: Andrei Cornea & Marian Enache
- Nationale Bibliotheek van Tsjechië: xx0119202
- Virtual International Authority File: 122236735